# Ischnurges bicoloralis
Ischnurges bicoloralis là một loài bướm đêm trong họ Crambidae.